# 石央瓦販売
石央瓦販売株式会社（せきおうかわらはんばい、Sekiou Kawara Hanbai ）は島根県江津市に拠点を置いていた石州瓦の専門商社である。石央セラミックスグループ5社の共同出資により設立された。平成22年8月に丸惣佐々木窯業所と合併し株式会社丸惣 (島根県)に社名変更

## 事業所
- 本社
  - 島根県江津市二宮町神主1820-5（丸惣佐々木窯業所内）
- 福井営業所
  - 福井県福井市江端町5-11

## 沿革
- 1999年（平成11年）1月29日 - 石央セラミックスグループ5社（石見窯業・森﨑窯業・川上窯業所（現：石州川上窯業）・益田窯業・丸惣佐々木窯業所）の共同出資により設立。本社を島根県邇摩郡温泉津町（現：大田市）の石央セラミックス協同組合内に設置。
  - 12月1日 - 福井県福井市に福井営業所を開設。
- 2004年（平成16年）12月1日 - 本社を島根県江津市の丸惣佐々木窯業所内に移転。
- 2007年（平成19年）7月30日 - 倒産したアメックス協販の石州瓦の在庫を全て買い取ると発表。
- 2010年（平成22年）8月1日 - 株式会社丸惣佐々木窯業所と合併し、株式会社丸惣 (島根県)に社名変更。